# Ajax (Schiff, 1963)
Die HMS Ajax war eine Fregatte der britischen Royal Navy. Sie gehörte der Leander-Klasse (auch Type 12I oder Type 12 Improved Frigate) an.
Ursprünglich als Mehrzweck Fregatten gebaut, wurde sie nach ihrem Umbau fast ausschließlich als U-Jagd-Einheit genutzt.
Ihre Namensgebung entstammte, fast wie bei allen Einheiten der Leander-Klasse, einer Figur der griechischen oder römischen Mythologie. 1988 wurde sie verschrottet.

## Bauwerft und Antrieb

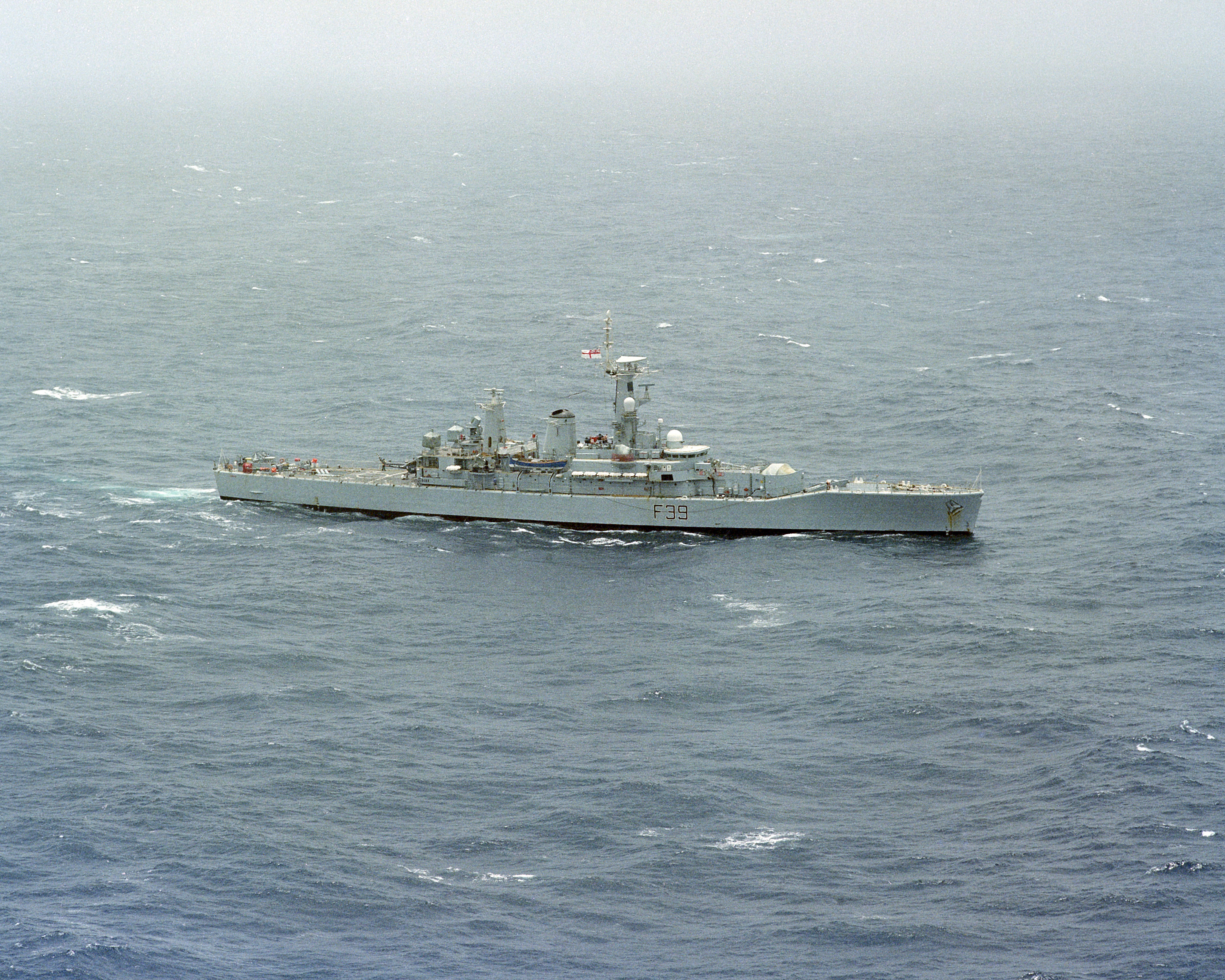
Naiad mit Ikara (Batch 1) Umbau, 1982

Gebaut wurde die Ajax auf der Cammell, Laird & Company Ltd. Werft in Birkenhead.
Ihre Antriebsanlage bestand aus zwei ölgefeuerten Babcock & Wilcox Dampfkesseln die ihrerseits zwei English Electric Dampfturbinen antrieben.
Die Höchstgeschwindigkeit lag bei 27 Knoten und die Maschinenleistung bei 22.370 kW bzw. 30.000 shp.

## Einsatzgeschichte

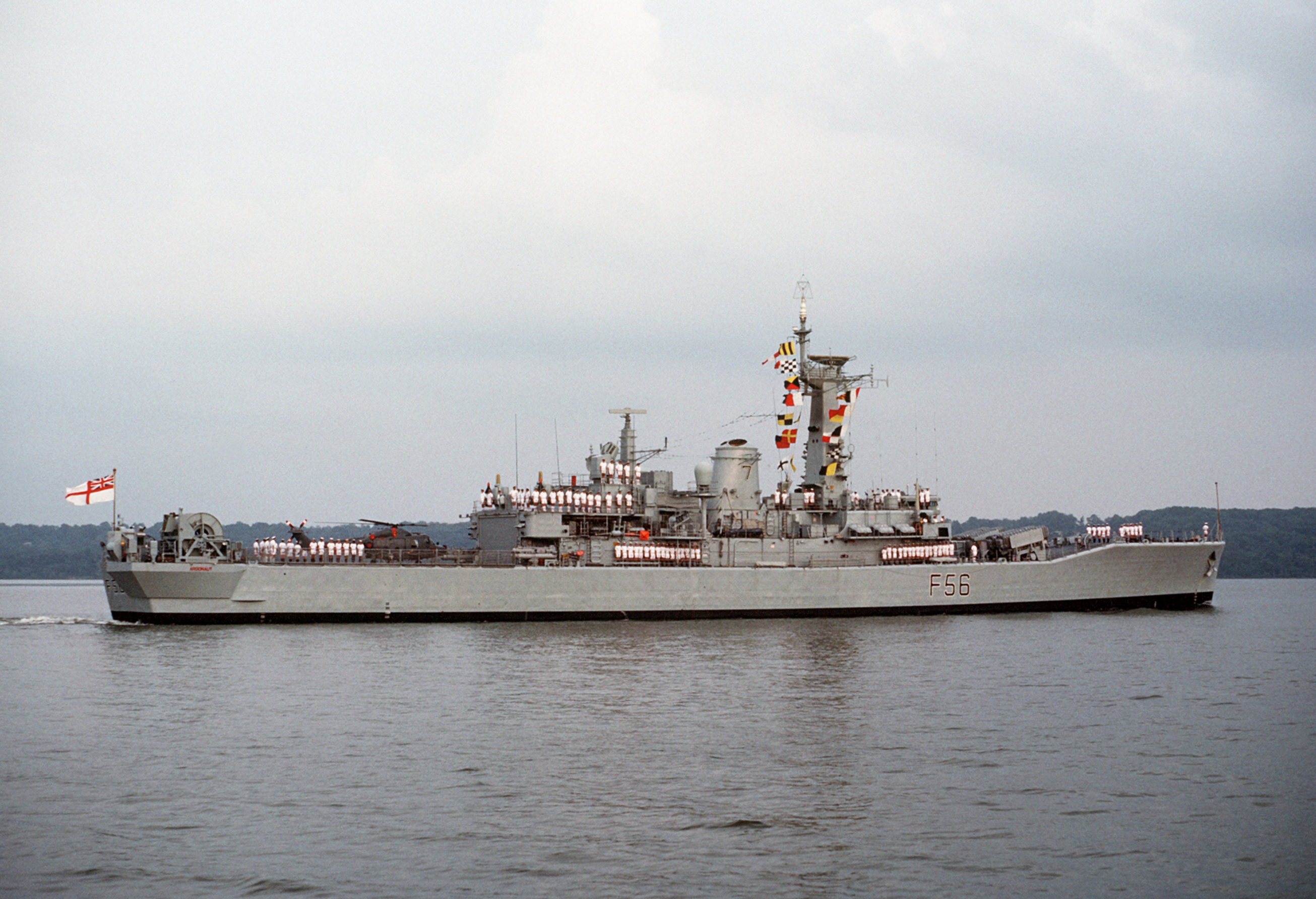
Argonaut (F56) mit Batch 2 Exocet und Batch 2TA Umbauten, 1995

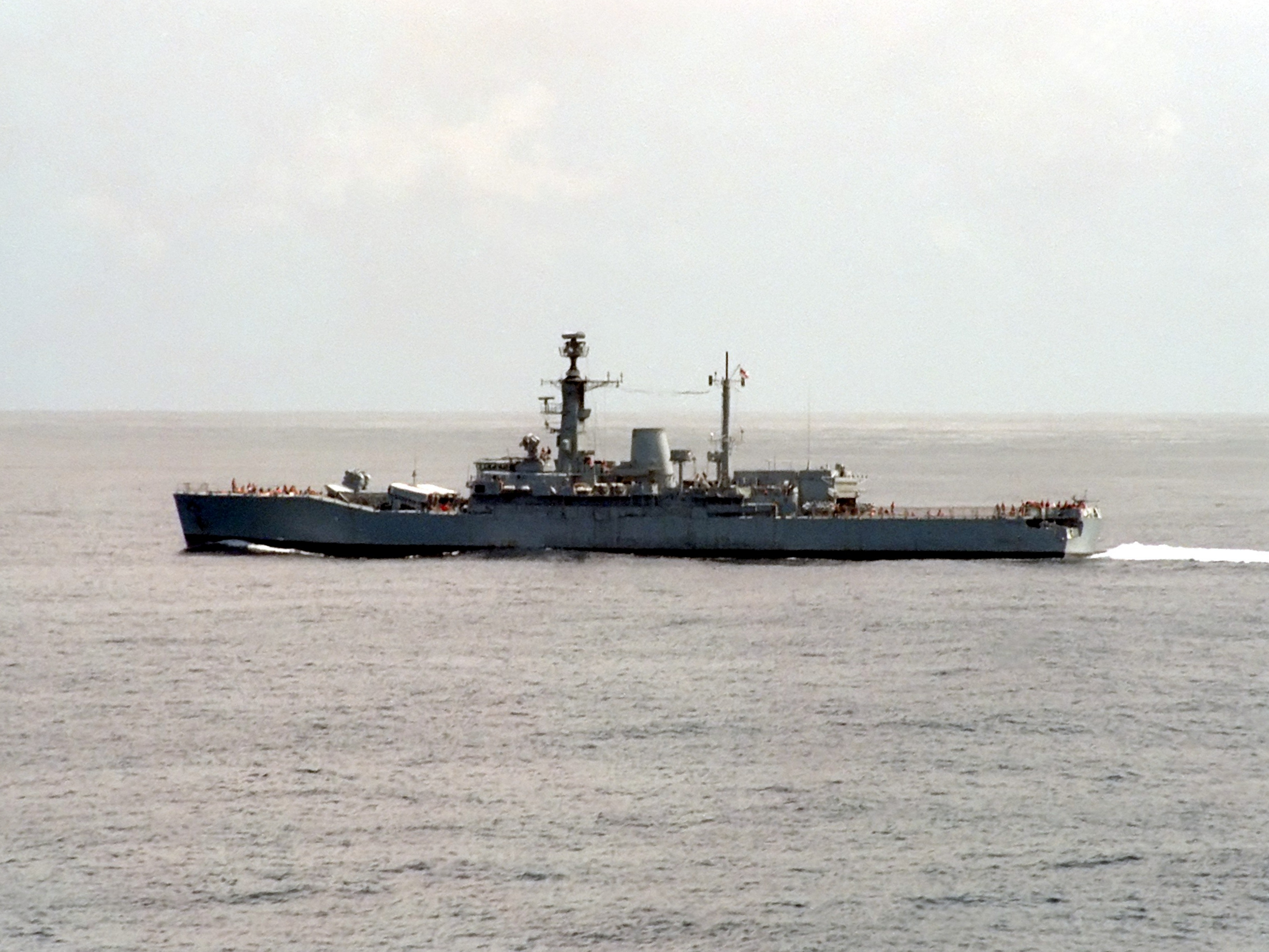
Batch 3A Seawolf Umbau, ca. 1987

Bei der Royal Navy diente die Ajax hauptsächlich als U-Jagd-Fregatte, sehr häufig auch in Trägerkampfgruppen. Sie nahm auch an Kriseneinsätzen teil, u. a. half sie 1974 britische Staatsbürger aus Zypern zu evakuieren.
1964 verlegte die Ajax in den Fernen Osten und wurde dort Flaggschiff der 24th Escort Group. Sie verblieb im Bereich der Far East Fleet, bis sie 1968 wieder zurückverlegt wurde.
1970 wurde sie in Gibraltar stationiert und verblieb dort bis zu ihrem Umbau im Rahmen des Ikara Programmes. Dieser Umbau wird auch häufig als „Batch 1“-Umbau bezeichnet und wurde 1973 abgeschlossen.
Die Bewaffnung der Schiffe bestand ursprünglich aus zwei 114-mm-Geschützen in einem Doppelturm, zwei 20-mm-Oerlikon-Kanonen und einem Anti-U-Boot-Mörser. Später wurden die 20 mm Flak durch modernere Sea Cat-Luftabwehrraketensysteme ersetzt. Um der steigenden Bedrohung durch die sowjetische U-Bootflotte entgegnen zu können, wurden außerdem die 114-mm-Geschütze durch das australische U-Boot-Jagd-Raketensystem Ikara ersetzt.
1976 besuchte die Mannschaft der Ajax die kanadische Stadt Ajax (Ontario). Diese Stadt wurde nach dem berühmten Vorgängerschiff Ajax benannt, welches in der Seeschlacht vor dem Río de la Plata zusammen mit der Exeter und Achilles gegen die Admiral Graf Spee gekämpft hatte.
Während dieses Besuches wurde Ajax mit der Ehrenwürde Freedom of the City bedacht, welche u. a. sagt:
„...allowing them the privilege to march into the city with drums beating, colours flying, and bayonets fixed.“
Zu Deutsch: „...erteilt ihnen das Privileg, mit klingendem Spiel, Truppenfahne und aufgesetztem Bajonett in die Stadt zu marschieren.“
Nach einem Werftaufenthalt wurde sie 1979 wieder in das Mittelmeer verlegt, um dort im 1980 für ein Jahr in Gibraltar überholt zu werden.
Nach Abschluss der Werftüberholung im Jahr 1981 wurde die Ajax Flaggschiff der 1st Frigate Squadron.
Sie nahm nicht am Falklandkrieg teil, sondern wurde als Geleitschutz für Tanker in den Persischen Golf verlegt, wo zu diesem Zeitpunkt der erste Golfkrieg stattfand.
In ihrem letzten aktiven Jahr durfte die Ajax die königliche Yacht Britannia begleiten, was für die Ajax der Höhepunkt ihrer Laufbahn war. Am 31. Mai 1985 wurde sie deaktiviert und stationäres Ausbildungsschiff in Plymouth. Dort verblieb sie bis 1988, anschließend wurde sie in Millom verschrottet.
Ihr Anker ist in der Stadt Ajax ausgestellt.